# جان هورسلي
جان هورسلي (بالإنجليزية: Jean Horsley)‏ هي رسامة نيوزيلندية، ولدت في 1913 في أوكلاند في نيوزيلندا، وتوفي بنفس المكان في 1997.